# Rome (Ohio)
Rome – wieś w Stanach Zjednoczonych, w stanie Ohio, w hrabstwie Adams.